# 김지완 (야구 선수)
김지완(金志完, 1979년 6월 21일 ~ )은 전 KBO 리그 SK 와이번스의 투수이다.

## 출신학교
- 1995년 ~ 1998년 : 인천고등학교
- 1998년 ~ 2002년 : 건국대학교 (1998학번)

## 등번호
- 40번